# Dolomedes plantarius
Espèce
Synonymes
- Araneus plantarius Clerck, 1757
- Aranea viridata Müller, 1776
- Dolomedes riparius Hahn, 1835
- Dolomedes clercki Simon, 1937

Statut de conservation UICN

 VU A1ace+2ce : Vulnérable
Dolomedes plantarius est une espèce d'araignées aranéomorphes de la famille des Dolomedidae. 

## Distribution
Cette espèce se rencontre en Europe, en Turquie, en Russie en Sibérie occidentale et au Kazakhstan.

## Habitat
Cette espèce est inféodée aux zones humides.

## Description
Les mâles mesurent de 10 à 16 mm et les femelles de 13 à 20 mm.

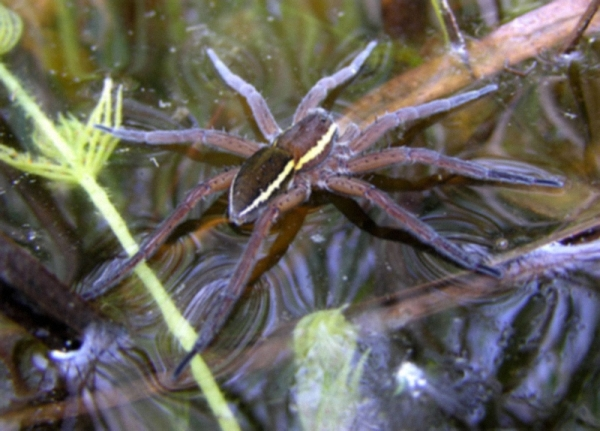
Dolomedes plantarius

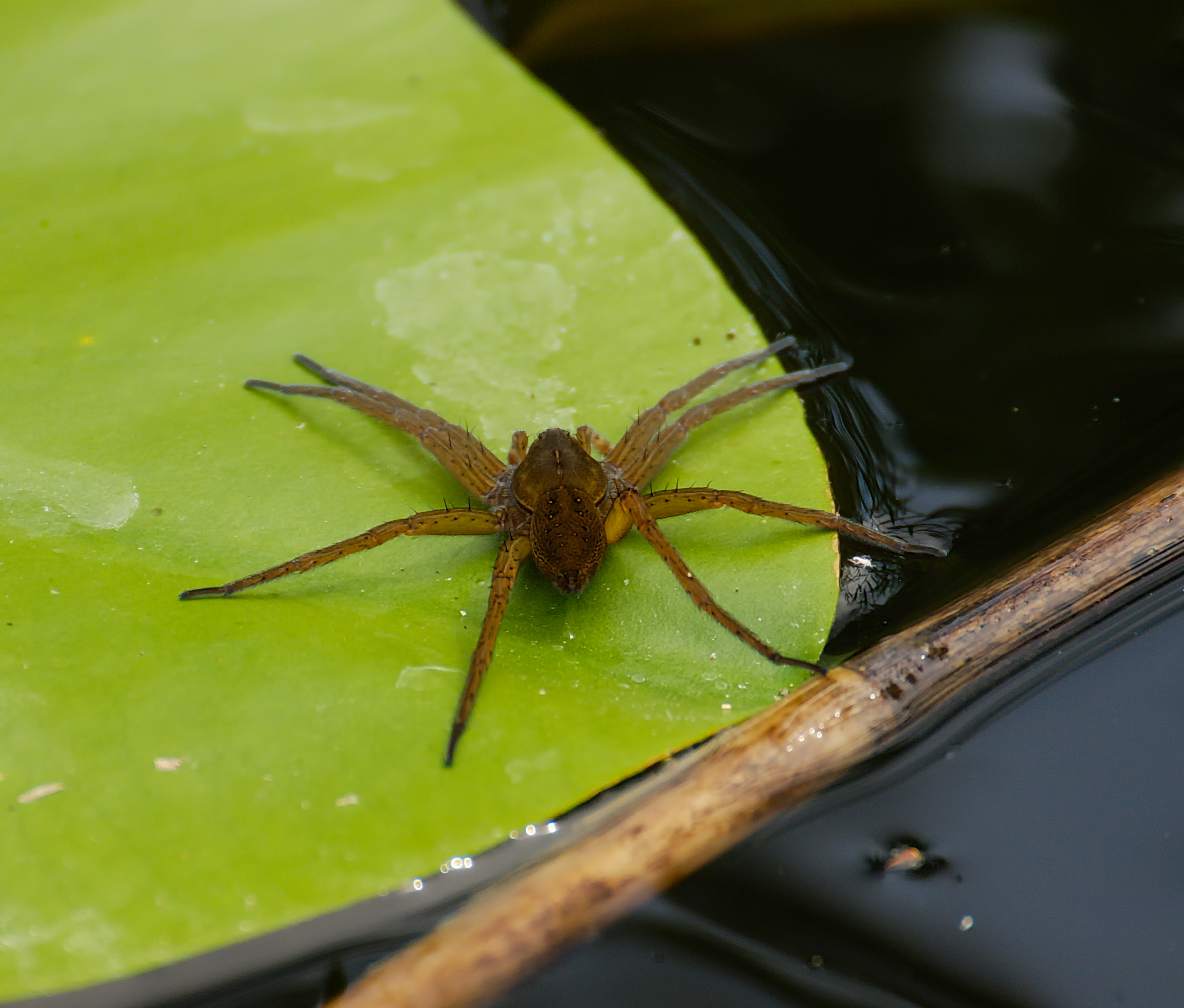
Dolomedes plantarius

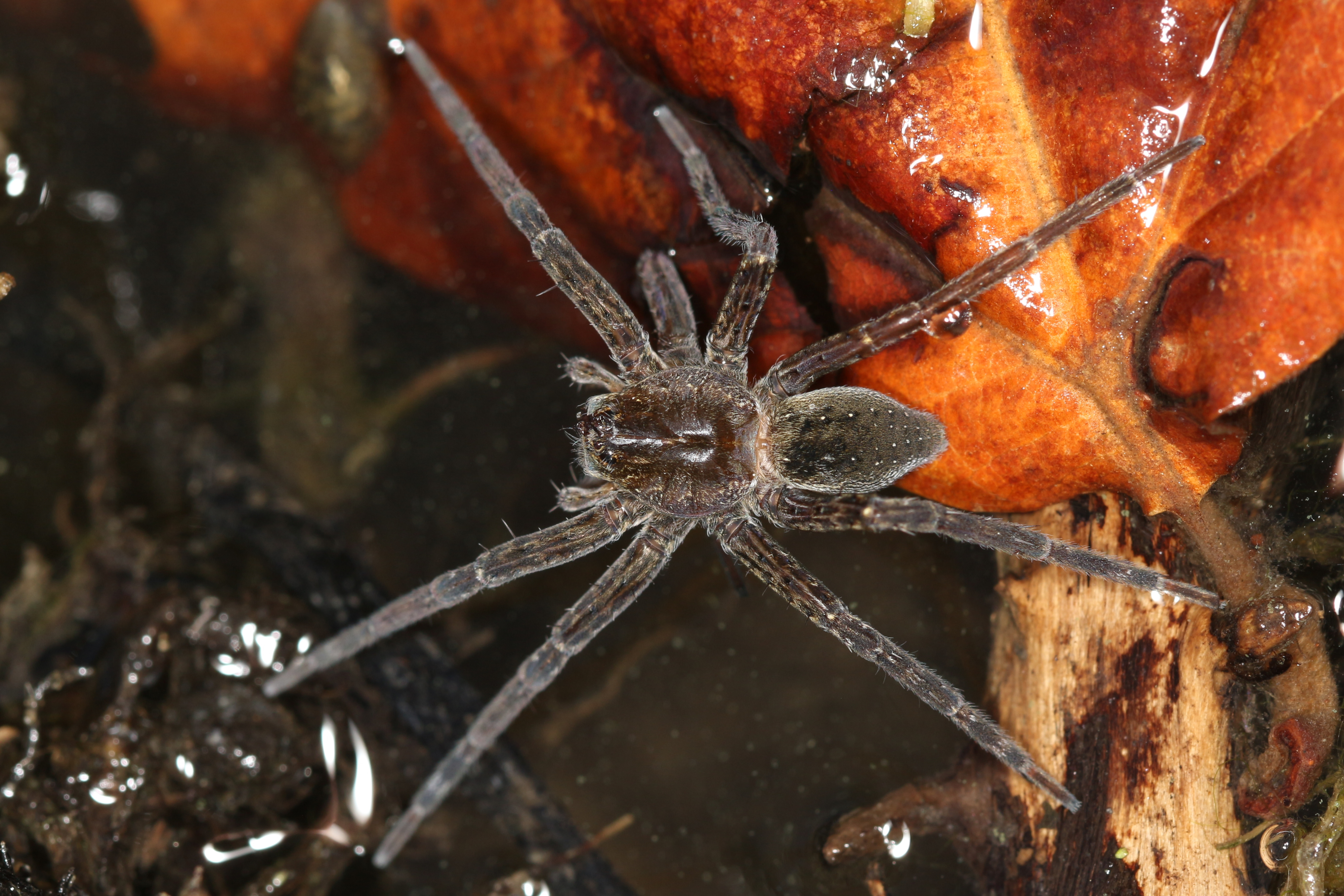
Dolomedes plantarius

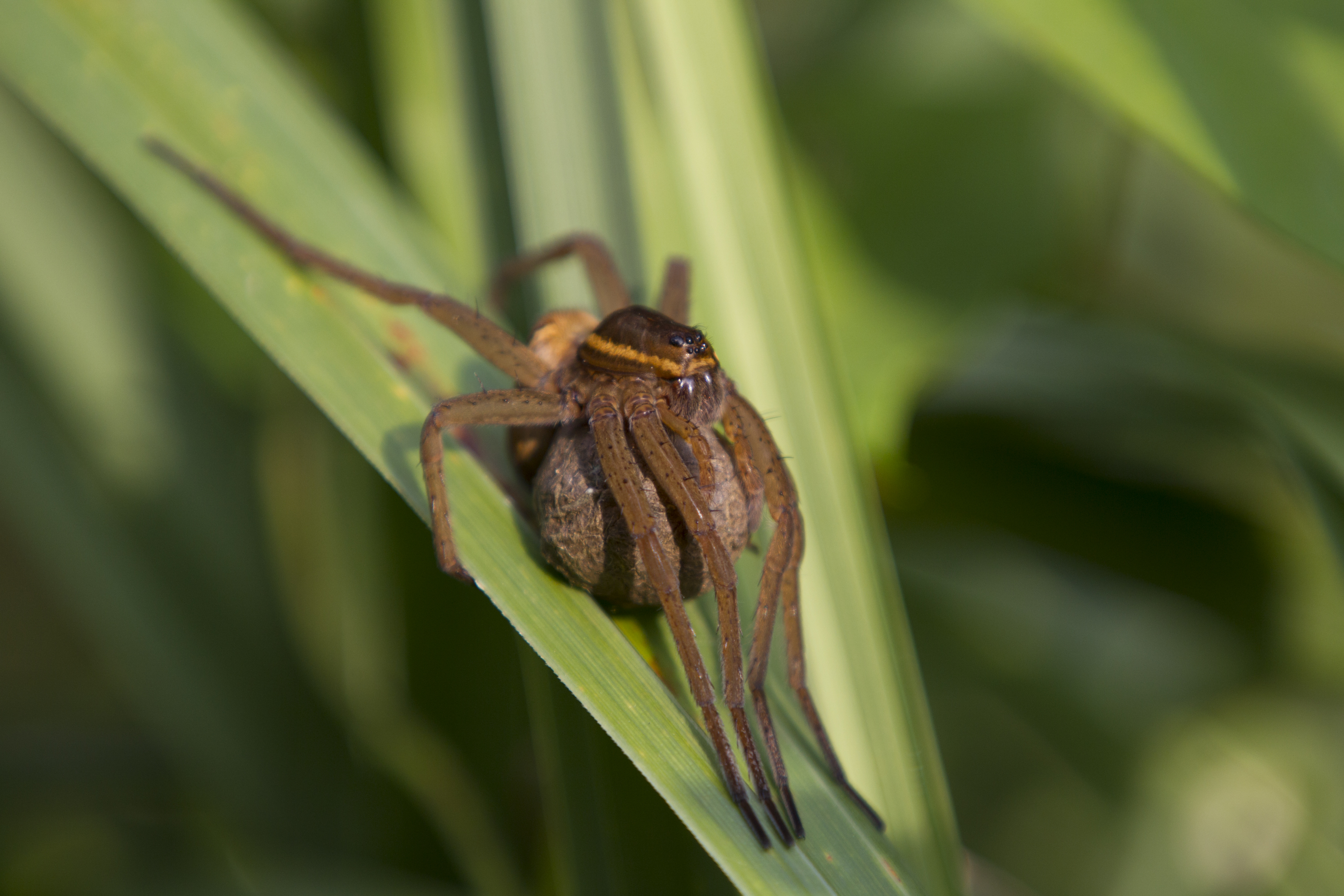
Dolomedes plantarius

Cette espèce est très similaire à Dolomedes fimbriatus, leur principale différence est visible aux organes génitaux.

## Systématique et taxinomie
Cette espèce a été décrite par Clerck en 1757.
Dolomedes clercki a été placée en synonymie par Renner en 1987.

## Dolomedes plantariuset l'Homme
Cette araignée, rare en Grande-Bretagne (2 localisations), a fait l'objet d'un lâcher massif en octobre 2010 dans la réserve naturelle de Castle Marshes au Suffolk,. Depuis, on décompte 10 000 femelles reproductrices au Royaume-Uni.
En France, cette espèce est considérée comme vulnérable par l'IUCN, et en danger d'extinction dans le Nord-pas de Calais (Critique) et en Picardie (En danger).

## Publication originale
- Clerck, 1757 : Svenska spindlar, uti sina hufvud-slågter indelte samt under några och sextio särskildte arter beskrefne och med illuminerade figurer uplyste. Stockholmiae, p. 1-154.